# Looks That Kill
«Looks That Kill» (МФА: [lʊks ðæt kɪl]); с англ. — «Убийственный взгляд») — сингл американской глэм-метал группы Mötley Crüe, выпущенный в январе 1984 года. Сингл занял 54 место в чарте Billboard Hot 100 в 1984 году, а в чарте Mainstream Rock Tracks он достиг 12-го места.

## Музыкальное видео
Клип был снят на главной звуковой сцене A&M Records. В нём группа выступает в постапокалиптическом сеттинге, где они запирают группу женщин в клетке во время исполнения песни. В середине клипа появляется королева-воительница (которую играет Венди Барри), чтобы освободить женщин, прежде чем вступить в бой с группой. Группа следует за ней и окружает её, но она исчезает, оставляя на земле пылающую пентаграмму.

## Список композиций
| №                   | Название               | Длительность |
| ------------------- | ---------------------- | ------------ |
| 1.                  | «Looks That Kill»      | 4:07         |
| 2.                  | «Piece of Your Action» | 4:39         |
| Общая длительность: | Общая длительность:    | 8:06         |

## Участники записи
- Винс Нил — вокал
- Мик Марс — гитара
- Никки Сикс — бас-гитара
- Томми Ли — ударные

## Чарты
| Чарт (1984)                     | Высшая позиция |
| ------------------------------- | -------------- |
| США (Billboard Hot 100)         | 54             |
| США (Billboard Mainstream Rock) | 12             |